# Arturo Cruz Porras
Arturo José Cruz Porras (Jinotepe, 18 de diciembre de 1923 - Managua, 9 de julio de 2013) llamado a veces Arturo Cruz padre para distinguirlo de su hijo Arturo Cruz Sequeira, fue un economista y tecnócrata nicaragüense. Formó parte del alto mando de la Contrarrevolución financiada por el Gobierno de Ronald Reagan, en los ochenta. Autodefinido como un “disidente”, a Arturo José Cruz se le recuerda como un político honrado y un luchador por la democracia en Nicaragua.

## Opositor a los Somoza
Su padre despreciaba a Anastasio Somoza García a pesar de ser una familia tradicional de lealtades liberales. Cruz se graduó en la Academia Militar de Nicaragua en 1944, pero denegado por estar al servicio del dictador Somoza. Estudió en la Universidad de Georgetown, Estados Unidos, en donde conoció a la futura primera dama de Nicaragua Hope Portocarrero. Participó en 1947 apoyando al doctor Leonardo Argüello Barreto que fue derrocado por un golpe de Estado el 26 de mayo por lo que estuvo preso por 4 meses; después de la rebelión del 4 de abril de 1954, en la que estuvo con su cuñado Adolfo Báez Bone y Pedro Joaquín Chamorro Cardenal, fue encarcelado por 1 año. Sin embargo su esposa lo persuadió de no unirse a Edmundo y Fernando "El Negro" Chamorro en el ataque a los cuarteles de Jinotepe y Diriamba el 11 de noviembre de 1960.
En 1969 entró a trabajar en el Banco Interamericano de Desarrollo (BID) en Washington, Estados Unidos. Allí fue aprovechado por el FSLN en 1977 y se convirtió en miembro del Grupo de los Doce, que era una voz de apoyo a la lucha sandinista contra el general Anastasio Somoza Debayle. La Revolución Sandinista triunfó el 19 de julio de 1979 convirtiéndose en Presidente del Banco Central de Nicaragua (BCN) y tras la renuncia de Alfonso Robelo y Violeta Chamorro a la Junta de Gobierno de Reconstrucción Nacional (JGRN) el 22 y 26 de abril de 1980, respectivamente, el 18 de mayo el FSLN anunció su reposición con Cruz y Rafael Córdova Rivas –conservador–.; él quería ser embajador en Estados Unidos y fue miembro de la JGRN hasta el 4 de marzo de 1981. De esta solo quedaron Daniel Ortega, Sergio Ramírez y Córdoba, pues Moisés Hassan se convirtió en Alcalde de Managua y Cruz en embajador.

## Opositor al FSLN
Continuó en el cargo hasta noviembre del mismo año regresando al BID. También escribía deliberadamente para Edén Pastora y en una conferencia de prensa el 15 de abril de 1982 este declaró su ruptura con la Dirección Nacional del FSLN. Cuando los sandinistas anunciaron en enero de 1984 la celebración de elecciones el 4 de noviembre del mismo año la oposición de derecha, la Coordinadora Democrática Nicaragüense (CDN), estableció que Arturo José Cruz sería el único candidato aceptado por todas las facciones, pero al final boicotearon las elecciones alegando que no eran libres. Años después admitió que su decisión no era malentendida y que no estaba en la nómina de la CIA.
Después Cruz fue uno de los políticos Contras. Estuvo en la Declaración de San José del 1 de marzo de 1985, firmada por los líderes rebeldes. Esta envolvía la formación Unidad Nicaragüense de Oposición (UNO) el 12 de junio con Alfonso Robelo y la Fuerza Democrática Nicaragüense (FDN) de Adolfo Calero. Con este comprometió a la mayoría de las fuerzas de la UNO. A pesar de la eventual renuncia de Calero en febrero de 1987 él se retiró el 9 de marzo. En 1999 Cruz emitió una recompensa de los gobiernos de Estados Unidos y Honduras por cualquier información sobre la muerte de su sobrino David Arturo Báez Cruz, naturalizado ciudadano estadounidense y ex Boina Verde que regresó a Nicaragua para servir a la inteligencia militar del Ejército Popular Sandinista (EPS) y murió como asesor militar de las guerrillas hondureñas.